# Francisco Pérez Mackenna
José Francisco Pérez Mackenna (16 de marzo de 1958) es un ingeniero comercial, empresario, académico, consultor, investigador y dirigente gremial chileno, expresidente de la Asociación de AFP de su país.

## Primeros años de vida
Es el mayor de cuatro hermanos. Su padre, Francisco Pérez Concha, se graduó como ingeniero comercial y su madre, María de la Luz Mackenna Dávila, trabajó como secretaria de Codelco-Chile, en la época de Anaconda. Entre sus hermanos se cuenta Rodrigo, ministro de Estado del presidente Sebastián Piñera.
Estudió primero en el Saint George's College y luego en el Colegio Tabancura, donde terminó su enseñanza media. Luego, en 1980, se tituló como ingeniero comercial en la Pontificia Universidad Católica (PUC), casa de estudios donde obtuvo el premio Profesor Óscar Balic al mejor egresado de la promoción. Posteriormente viajó a los Estados Unidos a cursar una Maestría en Administración de Negocios (MBA) en la Universidad de Chicago. Por su desempeño en aquel programa recibió el premio Henry Ford II al mejor alumno egresado y el premio Wall Street Journal en la especialidad de finanzas.

### Matrimonio e hijos
Está casado desde 1978 con María Teresa Ojeda Acuña, con quien tiene ocho hijos: María Teresa, Macarena, Carolina, José Francisco, Rosario, Ignacio, Valentina y Olivia.

## Labor pública
De vuelta en Chile se desempeñó como profesor full time de la PUC para luego instalarse con sus amigos Juan Bilbao y Alfredo Moreno con una consultora de empresas. De ahí pasó junto a Bilbao a Citicorp Chile, firma vinculada a Sebastián Piñera y luego, por recomendación del primero, a Bankers Trust donde partió como gerente de administración y finanzas de AFP Provida.
En 1991 pasó al sector real de la mano de los hermanos Andrónico y Guillermo Luksic, a quienes había conocido trabajando en Citicorp. Así, tomó las riendas de CCU, de la que fue gerente general hasta 1998. En julio de ese año le fue encargada una responsabilidad mayor: asumió como máximo ejecutivo de Quiñenco, matriz de los negocios industriales del grupo.
Pérez Mackenna militó en su juventud en el centroderechista Renovación Nacional, partido al que llegó invitado por Jaime Guzmán, cuando la Unión Demócrata Independiente aún no nacía. Dejó la militancia tras asumir como presidente de la Asociación de AFP, cargo que ocupó por breve tiempo y en el que desarrolló su faceta gremial.